# فرودگاه شهرستان ماونت ایری/سوری
فرودگاه شهرستان ماونت ایری/سوری (به انگلیسی: Mount Airy/Surry County Airport) یک فرودگاه همگانی است که یک باند فرود آسفالت دارد و طول باند آن ۱۳۱۱ متر است. این فرودگاه در کشور ایالات متحده آمریکا قرار دارد و در ارتفاع ۳۸۰٫۱ متری از سطح دریا واقع شده‌است.